# SV Racing Club Aruba
El Racing Club Aruba, (conocido como Racing Club) o simplemente RCA es un equipo de fútbol de Aruba en la ciudad de Solito, en Oranjestad que juega en la Primera División de Aruba, la máxima categoría de fútbol del país. 

## Logros
- Primera División de Aruba: (33, récord)

1938, 1939, 1940, 1941, 1942, 1945, 1946, 1947, 1948, 1950, 1951, 1952–53, 1954, 1956, 1957, 1959, 1960, 1964–65, 1967–68, 1978, 1979, 1986, 1987, 1991, 1994, 2002, 2007–08, 2010–11, 2011–12, 2014–15, 2015–16, 2018–19, 2022-23
- Finalista: 21

1943, 1949, 1953–54, 1955–56, 1962–63, 1963–64, 1968–69, 1977, 1980, 1982, 1983, 1992, 1993, 1996, 1997, 2001, 2004–05, 2006–07, 2013–14, 2016–17, 2021–22,
- Campeonato de las Antillas Neerlandesas: 1

1965
- Copa Juliana Beker: 4

1956, 1959, 1961, 1966
- Copa Wilhelmina Wisselbeker: 1

1948
- Copa Wilhelmina Jubileumsbeker: 1

1948
- A.V.B. Wisseltrofee: 1

1950
- Copa Betico Croes: 5

2012, 2016, 2020, 2021, 2022
- Finalista: 2

2013, 2014

## Actuaciones en competiciones de la CONCACAF
- Copa de Campeones de la CONCACAF (Zona Caribeña): 3 apariciones

mejor actuación: nunca pasó de ronda
| Año  | Rival        | Ida   | Vuelta |
| ---- | ------------ | ----- | ------ |
| 1978 | Pele FC      | 1 - 3 | 1 - 2  |
| 1992 | RKVFC Sithoc | 3 - 2 | 2 - 5  |
| 1994 | SV Robinhood | 2 - 1 | 0 - 7  |

- Campeonato de Clubes de la CFU: 1 aparición

2007 - Primera ronda - (3.º en Grupo B - 1 pt), (ronda 1 of 4)
- Recopa de la CONCACAF: 1 aparición

1995 - Ronda clasificatoria (Zona Caribeña)
- Campeonato de Clubes de la CFU: 1 aparición

2024 - Octavos de final